# Conus boui
Espèce
Statut de conservation UICN

 LC  : Préoccupation mineure
Conus boui est une espèce de mollusques gastéropodes marins de la famille des Conidae.
Comme toutes les espèces du genre Conus, ces escargots sont prédateurs et venimeux. Ils sont capables de « piquer » les humains et doivent donc être manipulés avec précaution, voire pas du tout.

## Description
La taille de la coquille varie entre 30 mm et 50 mm.

## Distribution
Cette espèce marine est présente dans la dorsale médio-atlantique et au large de la Martinique.

### Niveau de risque d’extinction de l’espèce
Selon l'analyse de l'UICN réalisée en 2011 pour la définition du niveau de risque d'extinction, cette espèce est restreinte à la Martinique et à la Barbade. Bien que l'aire de répartition soit restreinte, il n'y a pas de menaces majeures. Cette espèce est classée dans la catégorie " préoccupation mineure ".

## Taxonomie

### Publication originale
L'espèce Conus boui a été décrite pour la première fois en 1988 par le malacologiste américain António José da Motta (d) (1913-2003) dans la publication intitulée « Publicações Ocasionais da Sociedade Portuguesa de Malacologia »,.

### Synonymes
- Conus (Dauciconus) boui da Motta, 1988 · appellation alternative
- Dauciconus boui (da Motta, 1988) · non accepté

## Identifiants taxonomiques
Chaque taxon catalogué par les bases de données biologiques et taxonomiques possède un identifiant qui permet d'établir un point de référence. Les identifiants de Conus boui dans les principales bases sont les suivants :
CoL : XX2R - GBIF : 6511485 - iNaturalist : 431882 - IRMNG : 11783440 - TAXREF : 155468 - UICN : 192290 - WoRMS : 429037